# Jordi Pujol

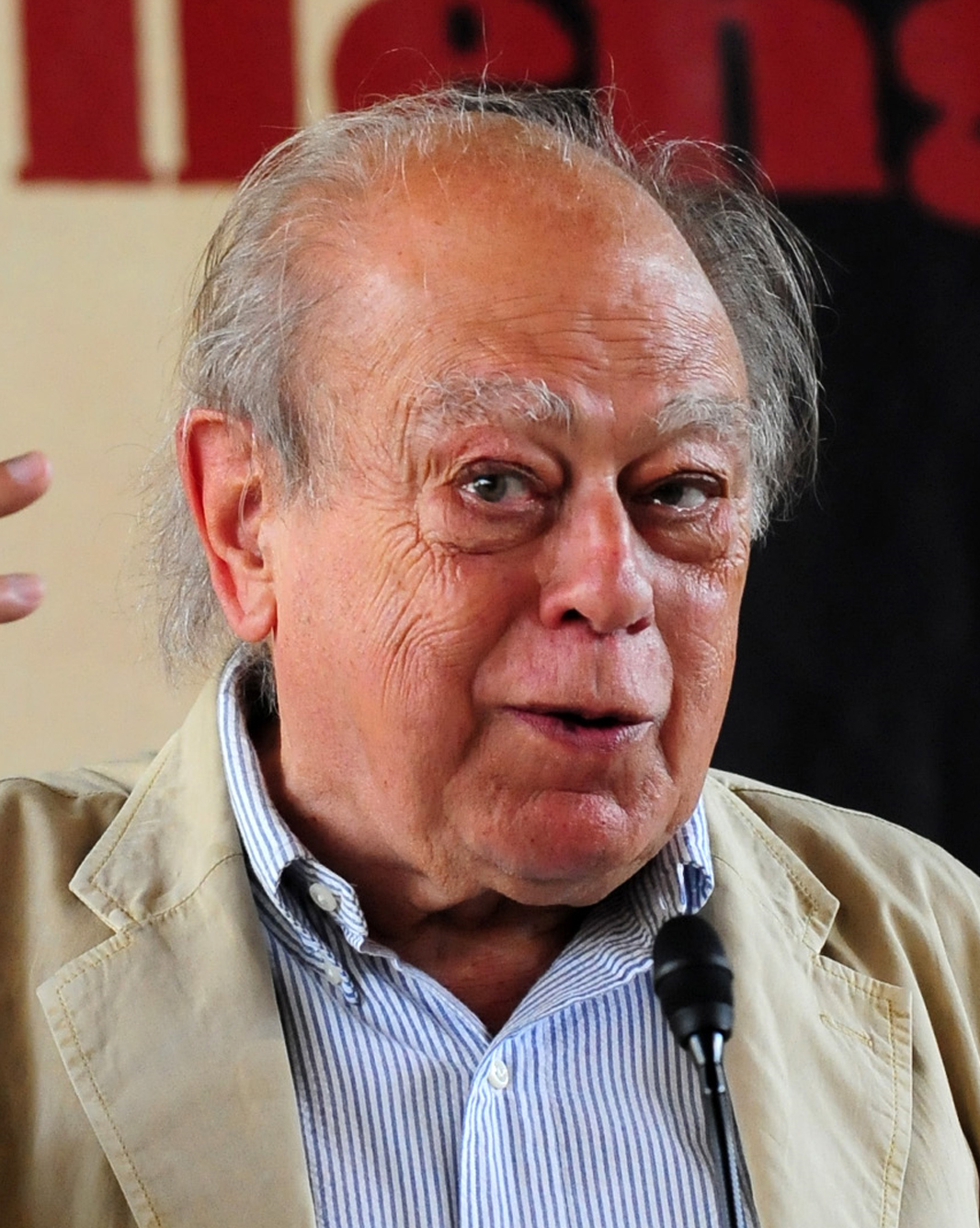
Jordi Pujol, 2008

Jordi Pujol i Soley [ˈʒɔɾði puˈʒɔl] (* 9. Juni 1930 in Barcelona) ist ein spanischer Politiker und war von 1980 bis 2003 Regierungschef Kataloniens (Präsident der Generalitat de Catalunya) sowie bis 2003 Vorsitzender des Parteienverbandes Convergència i Unió. Er ist in zahlreiche Korruptionsskandale verstrickt, etwa in die Insolvenz der Banca Catalana, die er, sein Vater Florenci Pujol i Brugat sowie Francesc Cabana i Vancells 1959 gegründet hatten, den Korruptionsfall des Palau de la Música Catalana in Barcelona und den 3-%-Spendenskandal der Partei Convergència Democràtica de Catalunya.

## Politisches Leben
Jordi Pujol studierte Medizin und arbeitete bereits unter dem Regime Francos in der katalanischen Opposition und wurde 1960 zu sieben Jahren Haft verurteilt, allerdings bereits nach zweieinhalb Jahren entlassen. 1974 gründete er die nationale katalanische Partei Convergència Democràtica de Catalunya. Als politische Parteien legalisiert wurden, gehörte er der von Adolfo Suárez einberufenen „Kommission der 9“ an.
1977 führte er den Pacte Democràtic per Catalunya an, eine Koalition katalanischer Parteien, die das Autonomiestatut von Katalonien verabschieden wollten. Bei den Spanischen Parlamentswahlen 1977 wurde er in das Spanische Abgeordnetenhaus gewählt und vertrat Barcelona. Bei den Parlamentswahlen 1979 wurde Pujol wiedergewählt, schied aber 1980 aus dem Parlament aus.
Von 1977 bis 1980 war Pujol Minister ohne Portefeuille in der Vorläufigen Regierung von Katalonien, die von Josep Tarradellas geleitet wurde.
Die Partei Convergència Democràtica de Catalunya bildete zwischen 1979 und 2015 zusammen mit der Unió Democràtica de Catalunya das Bündnis Convergència i Unió.
Am 20. März 1980 fanden die ersten Parlament von Katalonienswahlen nach Francos Regime statt. Die Convergència i Unió gewann die Wahlen und Pujol wurde am 24. April 1980 zum Präsidenten der Generalitat de Catalunya gewählt. Er wurde 1984, 1988, 1992, 1995 und 1999 in diesem Amt bestätigt. Zur Wahl 2003 legte Pujol seine politischen Ämter nieder und übergab den Parteivorsitz an Artur Mas, der als Spitzenkandidat in der Parlamentswahl jedoch keine Mehrheit erringen konnte.
Nachfolger Pujols im Amt des katalanischen Regierungschefs wurde der Sozialist Pasqual Maragall.
Pujol galt als ein Befürworter der europäischen Integration. Im Jahr 1985 begann er eine Zusammenarbeit mit Edgar Faure im Rat der Regionen Europas (CRE), der später zur Versammlung der Regionen Europas (VRE) wurde. Pujol war von 1992 bis 1996 Präsident der Versammlung der Regionen Europas. 1996 wurde er für die Stärkung der Beziehungen zwischen Québec und Katalonien zum Offizier des Ordre national du Québec ernannt.

## Korruption
2014 erklärte Pujol, dass er den Steuerbehörden jahrzehntelang ein Millionenvermögen im Ausland verschwiegen hatte.
Ab 2014 liefen mehrere Gerichtsverfahren gegen Pujol, seine sieben Kinder und weitere Familienangehörige wegen Geldwäsche und Korruption.
Am 27. Oktober 2015 wurden verschiedene Anwesen, Büros und Firmensitze der Familie Pujol von der Polizei auf Veranlassung der Staatsanwaltschaft durchsucht. Dabei wurden auch drei der sieben Kinder der Pujols verhaftet und anschließend verhört. Hierbei handelte es sich um Jordi Pujol Ferrusola, Josep Pujol Ferrusola und Pere Pujol Ferrusola. Ihnen wird Geldwäsche und Steuerhinterziehung im großen Ausmaß vorgeworfen. Am 30. Oktober erklärte der Staatsanwalt, dass auf Konten von Jordi Pujol Júnior 11,5 Millionen Euro aus kriminellen Machenschaften stammten. Weiter wurde bekannt, dass Mitglieder der Familie Pujol in den vergangenen Jahren Bargelder in Höhe von 31 Millionen Euro auf Bankkonten in Andorra eingezahlt hatten.
Ebenfalls 2015 wurde bekannt, dass die Familie Pujol ihr Vermögen in verschiedenen Steueroasen versteckt hatte. Darunter die Bahamas, Belize, Liechtenstein, Jordanien, Madeira, die Britischen Jungferninseln, Guernsey, Panama, die Schweiz und Uruguay. Die Höhe des Gesamtvermögens der Familie ist bis heute nicht restlos geklärt.
Um ihre illegalen Geschäftstätigkeiten in Andorra zu verschleiern nutzte die Familie Pujol religiöse Begriffe. So gaben sie sich z. B. das Alias „Sagrada Familia“ (Heilige Familie) oder die Ehefrau von Pujol, Marta Ferrusola Lladós, nannte sich „Madre Superiora“.
Aus einigen Untersuchungen der Behörden geht hervor, dass sein Sohn Jordi Pujol Ferrusola und dessen Exfrau Mercé Gironés Riera im Gegenzug zu Bauaufträgen öffentlicher Träger in Katalonien durch die Firmen Copisa, Isolux und Ente über 11 Millionen Euro an versteckten Kommissionen für fiktive Aufträge erhalten hatten. Diese geheimen Gelder wurden nicht nur in Steueroasen transferiert, sondern auch in Firmen in Mexiko, USA, Paraguay, Argentinien, Panama und in den Niederlanden investiert.
2020 wurde ein Gerichtsverfahren gegen Pujol und weitere Familienangehörige eröffnet. Im Mai 2021 forderte die Staatsanwaltschaft eine Gefängnisstrafe von neun Jahren für Pujol. In diesem Zusammenhang wurde eine Strafe von 25 Jahren für seinen ältesten Sohn Jordi Pujol Ferrusola gefordert. Das Sondergericht Audiencia Nacional de España hat ein Gerichtsverfahren vom 10. November 2025 bis Ende April 2026 angesetzt. Angeklagt sind der hochbetagte Jordi Pujol, seine sieben Kinder und etwa zehn weitere Personen. 255 Zeugen sollen aussagen.

## Auszeichnungen
- 1980: Großkreuz des Verdienstordens der Italienischen Republik
- 1988: Großkreuz des Ordens des Infanten Dom Henrique
- 1994: Verdienstmedaille des Landes Baden-Württemberg
- 1996: Ordre national du Québec
- 1998: Kaiser-Maximilian-Preis
- 2002: Kleinstaatenpreis des Herbert-Batliner-Europainstitutes in Salzburg

## Referenzen
- Artikel in EL País unter El Caso Pujol